# Aegle koekeritziana
Aegle koekeritziana là một loài bướm đêm thuộc họ Noctuidae. Nó được tìm thấy ở đồng bằng Nga và ở Hungary và Moldova.